# Psychoda crenula
Psychoda crenula és una espècie d'insecte dípter pertanyent a la família dels psicòdids.

## Descripció
- Les antenes de la femella presenten 16 segments.
- El mascle no ha estat encara descrit (tot i l'abundància de femelles) i hom sospita que aquesta espècie pugui ésser partenogenètica.[5]

## Distribució geogràfica
Es troba a Borneo, les illes Filipines (Negros i Mindanao), les illes Ryukyu i Nova Guinea.